# Recidive in Concert
Recidive in Concert – pierwszy koncertowy album muzyczny polskiej grupy blues rockowej Recydywa Blues Band.
Nagrań na album dokonano w czasie koncertów w Jazz Klub Rura we Wrocławiu w dniach 23 i 24 lipca 1986. Aranżacja utworów: Recydywa Blues Band. LP został wydany w 1986  przez wytwórnię PolJazz (jako edycja specjalna przeznaczona dla członków Klubu Płytowego Polskiego Stowarzyszenia Jazzowego).

## Muzycy
- Andrzej Pluszcz – śpiew, gitara basowa
- Aleksander Mrożek – gitara
- Ireneusz Nowacki – perkusja

## Lista utworów
Strona A
| 1. | "Midnight Blues" (Recydywa Blues Band)         | 6:12  |
|    |                                                |       |
| 2. | "Ain't Ya Coming Home Babe" (Mick Abrahams)    | 6:20  |
|    |                                                |       |
| 3. | "You Don't Love Me" (trad.)                    | 4:20  |
|    |                                                |       |
| 4. | "Lucyna" (P.Gwoździowski, Recydywa Blues Band) | 2:05  |
|    |                                                |       |
|    |                                                | 18:57 |
|    |                                                |       |
Strona B
| 1. | "Hoochie Coochie Man" (Willie Dixon)    | 7:02  |
|    |                                         |       |
| 2. | "Blues For Annie" (Recydywa Blues Band) | 4:02  |
|    |                                         |       |
| 3. | "Little Sue" (Recydywa Blues Band)      | 7:02  |
|    |                                         |       |
|    |                                         | 18:06 |
|    |                                         |       |

## Informacje uzupełniające
- Producent – Marcin Jacobson
- Inżynier dźwięku – Piotr Brzeziński
- Współpraca realizatorska –  Maciej Januszko, Marceli Latoszek
- Zdjęcia, projekt graficzny  – Mirosław Makowski
- Łączny czas nagrań – 37:07